# 施密特修正板
施密特修正板（英語：Schmidt corrector plate）是伯恩哈德·施密特在1930年發明的 ，它是用來修正反射望遠鏡的球面鏡所產生的球面像差的透鏡。這個修正透鏡被安置在望遠鏡前端，光線進來的路徑上。在純粹的施密特攝星儀上，修正板的位置在主鏡的曲率中心上，而施密特-卡塞格林式則就在主鏡焦點的後方。施密特修正板的中央和邊緣比較厚實，這改正了光線的路徑，使得鏡子外緣的光線和中心的光線都能匯聚在相同的點上。施密特修正板不會改變系統的焦距，只是修正球面像差。
施密特修正板的曲線雖然很複雜，但可以使用一種相當簡單的方法來生產與製造。薄的玻璃只需要在一側研磨和拋光，板材在真空裝置內進行拋光和平邊，並且在真空中使板材變型和讓無圖形的凹面產生精確的曲線，然後將未拋光的一面進行研磨和拋光成平面。當真空被解除以後，板材會恢復到原來的形狀。現在，原來是平坦的一面又恢復了平坦，但是另外一面則形成了修正板所需要的複雜曲面。安裝時則將平坦的一面朝向主鏡。